# 3734 Waland
3734 Waland eller 9527 P-L är en asteroid i huvudbältet som upptäcktes den 17 oktober 1960 av den nederländsk-amerikanske astronomen Tom Gehrels och det nederländska astronomparet Ingrid van Houten-Groeneveld och Cornelis Johannes van Houten vid Palomarobservatoriet. Den är uppkallad efter Robert L. Waland.
Asteroiden har en diameter på ungefär 9 kilometer och den tillhör asteroidgruppen Agnia.